# Francesco Mochi
Francesco Mochi (Montevarchi, 29 luglio 1580 – Roma, 6 febbraio 1654) è stato uno scultore italiano che, formatosi ai dettami del Manierismo, guardando in particolare al Giambologna, fu uno degli iniziatori del barocco.

## Biografia
Le fonti antiche, prive di riscontri, parlano di una sua prima formazione artistica a Firenze presso la bottega del pittore manierista Santi di Tito, e poi presso la bottega romana di Camillo Mariani, prendendo parte alla decorazione di San Bernardo alle Terme.

### L'Annunciazionedi Orvieto
La prima importante commissione è del 1603, da parte dell’Opera del Duomo di Orvieto, per l'Annunciazione, su raccomandazione di Mario Farnese, presso il quale era ospite a Roma. Il gruppo dell'Annunciazione, eseguito tra il 1603 ed il 1608, è considerato il suo capolavoro, che, ispirato ai virtuosismi manieristi del Giambologna, si mostra già nel dinamismo e nel luminismo opera dalle mature caratteristiche barocche. È composto dall'Angelo ancora librato nel volo, avviluppato nell'intreccio scomposto della veste, nel battito delle ali che sottolineano la tensione vibrante del corpo culminante nel braccio teso; per contrasto la figura raccolta della Vergine, avvitata intorno alla grande piega della veste che cade a piombo, è saldamente ancorata al suolo dal cadere pesante del panneggio, mostrando una chiara ispirazione alla statuaria classica, in particolare al gruppo dei Niobidi alla Galleria degli Uffizi. Per il duomo di Orvieto realizzò anche il San Filippo, ed in tarda età il San Taddeo (1631).

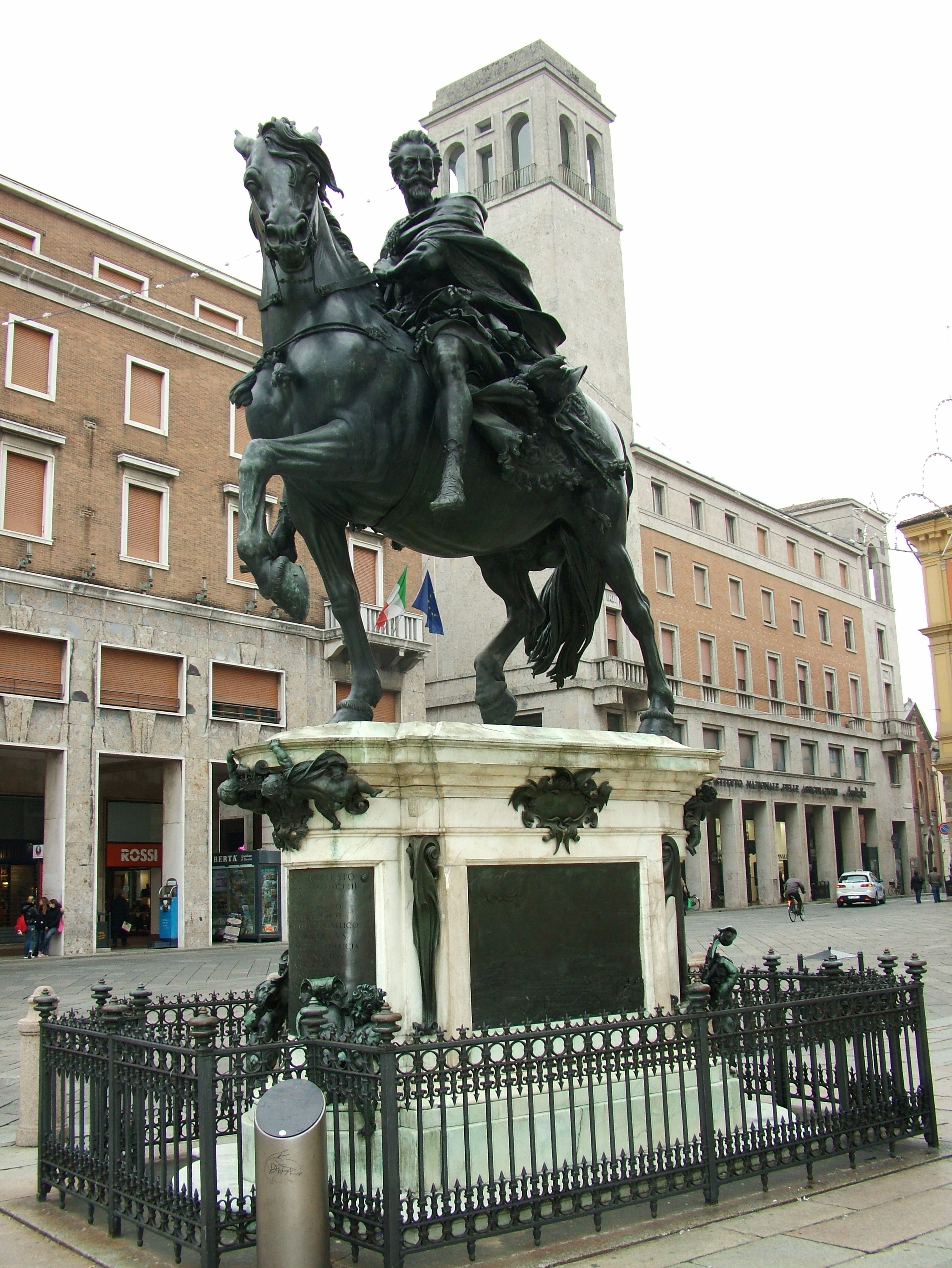
Monumento equestre ad Alessandro Farnese
Piacenza, 1625

Rientrato a Roma, per Santa Maria Maggiore porta a termine opere avviate da Mariani, S. Matteo e l’angelo, il rilievo con la Presa di Strigonia, e la statua del S. Giovanni Evangelista, e per Sant'Andrea della Valle la statua di Santa Marta.

### ICavallidi Piacenza
Nel 1612 Mochi è a Piacenza, dove rimane sino al 1629, anno in cui farà ritorno nell'Urbe. Per la maggiore piazza piacentina lo scultore eseguì i monumenti equestri di Ranuccio ed Alessandro Farnese. Per realizzarli compì un viaggio a Padova e a Venezia, per studiare i monumenti equestri di Donatello e del Verrocchio. Nel Ranuccio, realizzato per primo, il ricordo classico del Marco Aurelio frena l'invenzione dello scultore, nel secondo, compiuto dopo anni di prove e di esperienze, il Mochi riesce a sciogliersi da remore culturali e ad affiancarsi a quanto il giovane Gian Lorenzo Bernini stava compiendo in quegli stessi anni nella città papale: si può notare, ad esempio, l'incedere impetuoso del cavallo cui si accompagna la tensione del cavaliere avvolto nel turbine del mantello. 
Durante il soggiorno piacentino realizzò anche la statua in stucco di Ranuccio Farnese in ginocchio per la chiesa di Santa Maria di Campagna.

### La maturità a Roma e laVeronicadi San Pietro

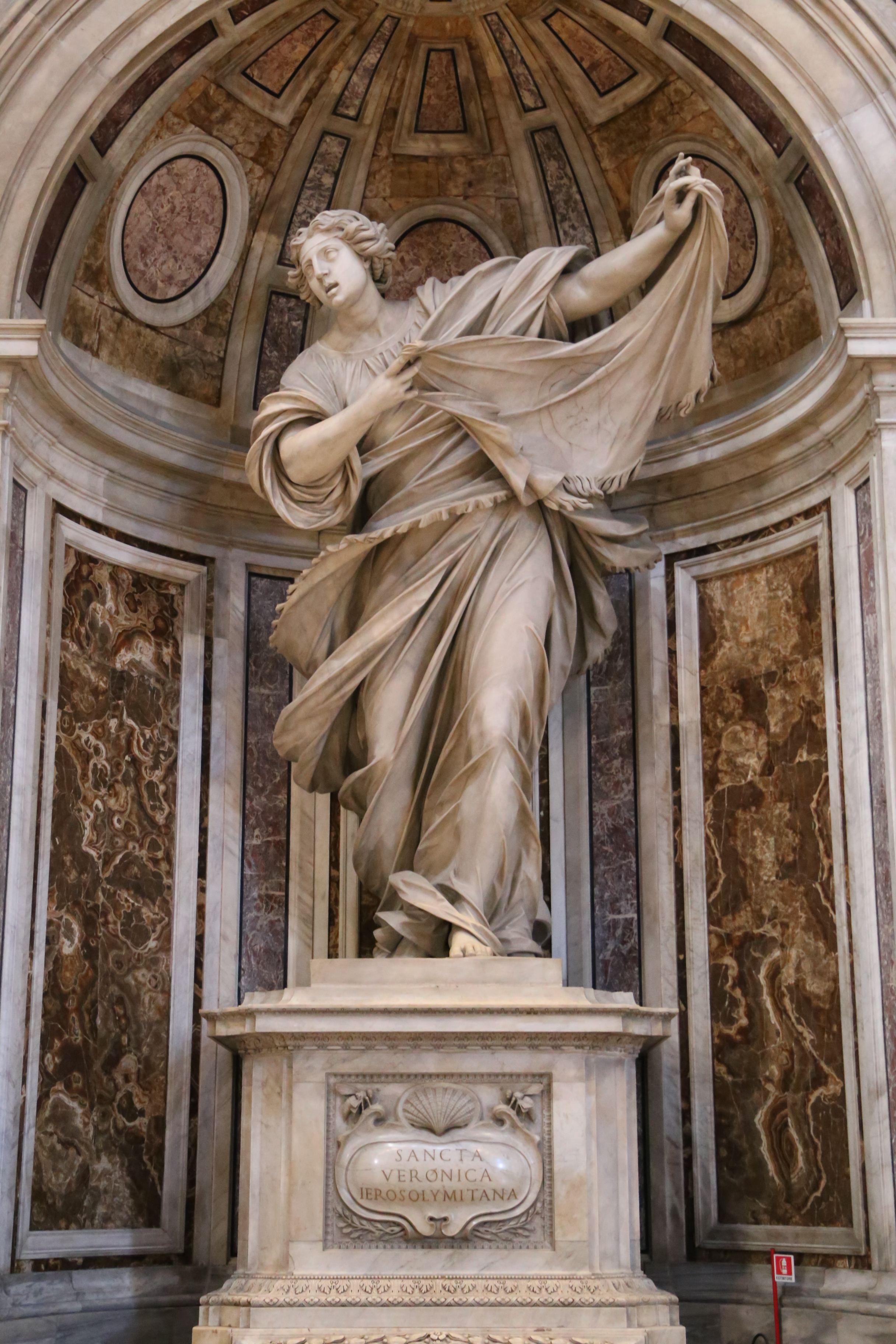
Santa Veronica (1640), Basilica di San Pietro in Vaticano

Nel 1633 fu principe dell'Accademia di San Luca. Per i Barberini realizzò un San Giovanni Battista, oggi nella Hofkirche di Dresda, il Busto di Carlo Barberini (Museo di Roma a palazzo Braschi).  Altre opere del periodo sono il Busto di Ladislao d’Aquino in Santa Maria sopra Minerva, il Busto di Arcasio Ricci, vescovo di Gravina, per la cattedrale della città, Busto di Pompilio Zuccarini, per Santa Maria ad Martyres, il Battesimo di Cristo per la cappella Falconieri in S. Giovanni dei Fiorentini, (oggi al Museo di Roma), S. Pietro e S. Paolo, commissionati dai monaci di San Paolo fuori le Mura ma poste sulla porta del Popolo, in una audace rappresentazione a bocche spalancate in dialogo fra loro.
Nel 1640 viene portata a termine la statua di Santa Veronica per uno dei nicchioni della crociera di San Pietro in Vaticano, considerata dallo scultore stesso il capolavoro della sua vecchiaia. L'opera, che suscitò il disprezzo del Bernini, fu invece accolta con favore sia da papa Urbano VIII che da un gruppo di artisti e poeti che ne tesserono le lodi in una serie di poesie. L'inedita raffigurazione, che mostra la santa in atto di correre, è audace nella concezione e nella realizzazione dell'estrema sottigliezza delle vesti e del velo modellate con abilità da cesellatore. 
Morì a Roma, nella casa di via Gregoriana, il 6 febbraio 1654, dove erano ancora presenti il S. Pietro e il S. Paolo, il gruppo con il Battesimo di Cristo e fu sepolto, secondo il suo volere, in Sant'Andrea delle Fratte.

## Opere
Le sue opere principali sono:
- Vergine Annunziata e Angelo Annunziante (Orvieto, Duomo di Orvieto, già Opera del Duomo)
- monumenti equestri a Ranuccio ed Alessandro Farnese, anche detti Cavalli del Mochi (Piacenza, Piazza dei Cavalli)
- Battesimo di Cristo (Roma, Basilica di San Giovanni Battista dei Fiorentini)
- Santa Veronica (Città del Vaticano, Basilica di San Pietro)
- Santa Marta (Roma, Sant'Andrea della Valle)
- Opere marmoree (Latera, Palazzo Farnese)
- Statua in stucco di Ranuccio Farnese in ginocchio (Piacenza, Basilica di Santa Maria di Campagna)